# Villaescusa de Haro
Villaescusa de Haro község Spanyolországban, Cuenca tartományban. Villaescusa de Haro Alconchel de la Estrella, Villalgordo del Marquesado, Villar de la Encina, Carrascosa de Haro, Rada de Haro, Belmonte, Fuentelespino de Haro, Santa María del Campo Rus, La Alberca de Záncara és Las Pedroñeras községekkel határos. Lakosainak száma 459 fő (2024).

## Népesség
A település népessége az utóbbi években az alábbiak szerint változott:
| Lakosok száma | 608  | 585  | 548  | 547  | 566  | 550  | 508  | 470  | 471  | 459  |
|               | 2001 | 2004 | 2006 | 2009 | 2011 | 2014 | 2016 | 2019 | 2021 | 2024 |